# Munitos
Munitos (gr. Μούνιτος, Moúnitos, łac. Munitus) – w mitologii greckiej syn ateńczyka Akamasa i Laodike, córki Priama, króla Troi.
Ojciec Munitosa był synem Tezeusza. Przybył do Troi z poselstwem Diomedesa i zakochał się w królewnie trojańskiej Laodike. Kobieta była jednak żoną Helikaona, syna Antenora (według innych mitów była żoną Telefosa). Potajemnie urodziła dziecko Akamasa, które wychowywała niewolnica Heleny, Ajtra. Kobieta była, porwaną przez Dioskurów, matką Tezeusza, czyli prababką Munitosa.
Po upadku Troi, kiedy Laodike stała w sanktuarium Trosa obok grobów Killi i Munipposa, ziemia się rozwarła i pochłonęła ją na oczach wszystkich. Korzystając z zamieszania, Ajtra uciekła z Munitosem do obozu greckiego. Akamas i jego brat Demofont poznali swą dawną zaginioną babkę, którą przysięgli uratować lub wykupić. Demofont zwrócił się natychmiast do Agamemnona z zażądaniem, by odesłano ją do Grecji.
W drodze powrotnej, kiedy przybyli do Tracji, towarzyszący im Munitos zmarł pokąsany przez węża, podczas polowania w okolicach miasta Olint.